# ドリーム モーニング娘。スペシャルLIVE 2012 日本武道館 〜 第一章 終幕 「勇者タチ、集合セョ」 〜
『ドリーム モーニング娘。スペシャルLIVE 2012 日本武道館 〜 第一章 終幕 「勇者タチ、集合セョ」 〜』（ドリームモーニングむすめ スペシャルライブ 2012 にっぽんぶどうかん だいいっしょうしゅうまく ゆうしゃたち、しゅうごうせよ）は、2012年3月10日に日本武道館で開催されたドリームモーニング娘。のコンサートである。DVD、Blu-rayが2012年6月20日にzetimaから発売された。

## 出演
- ドリームモーニング娘。（中澤裕子、飯田圭織、安倍なつみ、保田圭、矢口真里、石川梨華、吉澤ひとみ、小川麻琴、久住小春）[注釈 1]

ゲスト
- モーニング娘。（新垣里沙、道重さゆみ、田中れいな、譜久村聖、生田衣梨奈、鞘師里保、鈴木香音、飯窪春菜、石田亜佑美、佐藤優樹、工藤遥）、石黒彩、後藤真希、辻希美[1]

## DVD/Blu-ray
『ドリーム モーニング娘。スペシャルLIVE 2012 日本武道館 〜 第一章 終幕 「勇者タチ、集合セョ」 〜』（2012年6月20日）

### Disc1
1. OPENING
2. ハッピーサマーウェディング
3. 女子かしまし物語（ドリムス。日本武道館Ver.）
4. MC
5. そうだ!We're ALIVE
6. メンバー紹介VTR
7. シャイニング バタフライ
8. 抱いてHOLD ON ME!
9. シャボン玉
10. MC
11. モーニングコーヒー（中澤裕子・飯田圭織・安倍なつみ・保田圭・矢口真里）
12. MC
13. SEXY BOY〜そよ風に寄り添って〜（石川梨華・吉澤ひとみ・小川麻琴・久住小春）
14. あっと驚く未来がやってくる!
15. みかん（中澤裕子・飯田圭織・石川梨華・久住小春）
16. 浪漫 〜MY DEAR BOY〜
17. MC
18. I WISH
19. MC
20. 恋愛ハンター（モーニング娘。）
21. MC
22. ラストキッス〜たんぽぽ（飯田圭織・矢口真里・石川梨華・石黒彩）
23. MC
24. ちょこっとLOVE〜BABY! 恋に KNOCK OUT!（保田圭・吉澤ひとみ・後藤真希）
25. ザ☆ピ〜ス!（ドリームモーニング娘。・後藤真希・辻希美・モーニング娘。）
26. MC

### Disc2
1. Mr.Moonlight〜愛のビッグバンド〜
2. メドレー：Memory 青春の光⇒未来の扉⇒インスピレーション!⇒Say Yeah!-もっとミラクルナイト－⇒Happy Night
3. MC
4. サマーナイトタウン
5. 恋のダンスサイト
6. MC
7. LOVEマシーン
8. ENCORE：恋愛レボリューション21
9. ENCORE：MC
10. ENCORE：でっかい宇宙に愛がある